# クジラの島の少女
『クジラの島の少女』（クジラのしまのしょうじょ、Whale Rider）は、2002年のニュージーランド映画。原作はウィティ・イヒマエラの同名小説。ニキ・カーロ監督、ケイシャ・キャッスル＝ヒューズ主演で制作された。日本国内のプロモーションに使われたキャッチコピーは「運命に、立ち向かえ。」。
原題の”Whale Rider”は、「クジラに乗る者」という意味で、日本語の題名の意味は原題の意味を改変したものである。

## ストーリー
ニュージーランドの海辺にあるマオリ族の村、ファンガラ。この村では「勇者パイケアがクジラ（トホラ）にまたがり、遠くハワイキからこの地にやってきた－その勇者の子孫が我々マオリ族である」という伝説が古くから伝えられていた。そしてまた、代々男を族長としてマオリ族の系譜は受け継がれていた。
ときは現代、族長の長男・ポロランギに娘が生まれ、彼女は伝説の勇者と同じパイケアの名が付けられた。皆からパイと呼ばれるその彼女の出生で、産時の不幸から母と双子の弟が亡くなる。その痛嘆からポロランギは村を離れ、パイは祖父母のもとで育てられる。パイの祖父であり、族長でもあるコロは、後継者となるはずだった男の孫を亡くしたことに強い怒りと悲しみを感じ、"無駄な"女の子であるパイを受け入れることができないでいた。しかし純粋に孫を愛する一面も持ち合わせ、毎日パイを自転車に乗せて学校の送り迎えをするなど愛情ある絆を紡いでいく。
パイが12歳になった時、ドイツでアーティストとなっていたポロランギが村へ戻る。コロは息子に対して自分の後継者となることを強く望んでいたが、これを拒まれてしまう。またパイも、自身が部族にとって疎ましい存在なのだろうかと悩んでいた。そして父とともに村を出て行くことを決め、一旦は村を離れるが、その道すがらパイは海からの声なき声に気付き、車を降りて再び村へと戻っていった。しかし、コロの考えは変わらなかった。一族の不幸の原因はパイの出生にあると信じており、村中の少年たちをマラエ（集会所）に集めてマオリの文化を継承させるための学校を開く。コロが、その少年たちの中から新たな族長が生まれることを期待していた一方で、女ゆえにマラエへ通えないパイは密かに伝統的な歌や踊りを学び、叔父のラウィリの助けを借りて、代々部族の男にしか継承されないタイアハ（棒術の武器）の特訓も始める。
だがある日、パイがマラエに通う少年・ヘミをタイアハで負かしてしまったのを見つけた祖父は、タイアハを使ったこと、マラエに来たことを猛烈に叱りつけ、部族の不幸の原因はパイの出生にあるとの思いを一層強める。その後、マラエでの特訓を続けてきた少年たちは最終試練を受けることとなる。代々族長に伝わるクジラの歯の首飾りをコロが海に投げ入れ、それを取ってきた者が次の族長となるはずだったのだが、海深く沈む首飾りを取れた少年はいなかった。それは族長の資格を持つ者がいなかったことを示し、コロは落胆から寝込んでしまう。
それを見たパイは首飾りを探しに行き、見つけることに成功するが、まだコロの元に戻すのは早いと考える祖母・フラワーズの手に託される。さらにパイは、コロとの間に架かっていたはずの崩れた橋を直そうとするように、自らが主催する学芸会へコロを招待する。コロは学芸会へ出かける用意をして家を出るのだが、そこで浜辺にミナミセミクジラ（トホラ）の大群が打ち上げられているのに気付く。
その頃パイは、学芸会でスピーチを披露していた。それはパイがスピーチ・コンテストで1位を獲得したもので、本当は祖父に捧げるはずの詩だった。遙か昔、伝説の勇者パイケアが悩み苦しんだであろう時のことを今のコロに重ね、コロに戦う力を与え給えんとする詩だった。そして学芸会から戻った村人たちは、そこで初めて浜辺のクジラに気付き、懸命の救助をするなか、コロは部族の終焉を予感する。村人たちは、それでもなお海へ送り返そうと努力するが、失敗に終わってしまい浜辺から立ち去ろうとしていた。
そのさなか、パイがクジラのもとへと向かい、海に戻そうと背にまたがる。そしてそのパイのまたがったクジラは海に戻り、それに導かれるように他のクジラも海へと戻っていく。それ気付いた祖母・フラワーズは、同時にパイもいないことに気付く。村人たちが海へ消えてゆくクジラとパイを見つめるなか、フラワーズは預かっていた首飾りをコロに見せ、この瞬間コロは全てを悟る。
その後パイは無事救助され、病院に運ばれたパイが目を覚ました傍らにはコロがいた。そしてフィナーレは、村人たちが新たな族長の誕生を祝い、パイと漕ぎ手たちを乗せたマオリの伝統的なカヌーが初めての航海を果たすところでこの映画の幕が下りる。

## スタッフ
- 監督：ニキ・カーロ
- 製作総指揮：ビル・ギャヴィン、リンダ・ゴールドスタイン・ノウルトン
- 製作：ティム・サンダース、ジョン・バーネット、フランク・ヒュブナー
- 原作：ウィティ・イヒマエラ
- 脚本：ニキ・カーロ
- 音楽：リサ・ジェラルド
- 撮影：レオン・ナービー
- 編集：デヴィッド・コウルソン
- 美術：グラント・メイジャー
- 衣装：カースティ・キャメロン

## キャスト
| 役名                   | 俳優                           | 日本語吹替 |
| ---------------------- | ------------------------------ | ---------- |
| パイケア・アピラナ     | ケイシャ・キャッスル＝ヒューズ | 清水理沙   |
| コロ・アピラナ         | ラウィリ・パラテーン           | 小林勝彦   |
| フラワーズおばあちゃん | ヴィッキー・ホートン           | 谷育子     |
| ポロランギ             | クリフ・カーティス             | 楠大典     |
| ラウィリおじさん       | グラント・ロア                 | 遠藤純一   |
| ヘミ                   | マナ・タウマウヌ               | 小林良也   |
| シロ                   | レイチェル・ハウス             |            |
| ウィリー               | タウンガロア・エミール         |            |

## 主な受賞とノミネート
受賞
- 英国アカデミー賞　少年映画部門 作品賞
- インディペンデント・スピリット賞　外国映画賞
- ナショナル・ボード・オブ・レビュー　特別業績賞
- ロッテルダム国際映画祭　観客賞
- サンダンス映画祭　ワールド・シネマ部門 観客賞
- トロント国際映画祭　観客賞

ノミネート
- アカデミー賞　主演女優賞ノミネート
- 全米映画俳優組合賞　主演女優賞ノミネート
- ティーン・チョイス・アワード　ブレイクアウト/新人賞ノミネート

これらを含めて国内外の受賞数・ノミネート数は、それぞれ29部門・合計58部門にのぼる。

## その他
- ポリネシア神話におけるパイケア（英語版）は、クジラの姿を取る海神・タンガロア（英語版）の血を引く半神の勇者とされており、パイケア自身がクジラに変身する伝承も存在する。また、マオリ語ではザトウクジラの呼称にもパイケアが使われる。一方で、本作で描写された通りにミナミセミクジラにはクジラ全般を指す単語のトホラ[2]が使われ、ニュージーランドとの関わりが特に深いとされる（ミナミセミクジラ#その他を参照）[3][4][5]。
  - ウィティ・イヒマエラ（英語版）の守護神として、ミナミセミクジラなどがモチーフになった可能性があるタニファと呼ばれる伝説の生物がいるとされている[6]。
- ケイシャ・キャッスル＝ヒューズは、本作でアカデミー賞主演女優賞にノミネートされ、当時13歳だった彼女は同部門ノミネートの史上最年少記録を作った。
- ケイシャ・キャッスル＝ヒューズは、パイケア・アピラナ役のオーディションで「泳げる」と話していたが、実際に海に潜るシーンを撮影する段階になってから上手く泳げないことを告白しつつ、何とか撮影をやり遂げたというエピソードがある[7]。その他のパイが水中に潜るシーンの多くは、ワイオ・パラタ＝フーアというスタントがつとめている。
- 監督のニキ・カーロは、映画『約束の葡萄畑 あるワイン醸造家の物語』で再びケイシャ・キャッスル＝ヒューズとタッグを組んだ[8]。また『約束の葡萄畑 あるワイン醸造家の物語』は原作者がニュージーランド人であるという点でも、『クジラの島の少女』に通じる共通項を持っている。
- 本作は、2016年のウォルト・ディズニー・アニメーション・スタジオによる『モアナと伝説の海』に影響を与えた可能性が指摘されており、両作品にはレイチェル・ハウスが参加している[9][10][11]。 また、本作の監督であるニキ・カーロは、2020年にディズニー系列の作品である『ムーラン』を監督している[12]。
  - 2022年の作品であり、同様にディズニーによって配給された『アバター:ウェイ・オブ・ウォーター』にも本作の影響が指摘されており、クリフ・カーティスも両作品に出演している[13][14][15]。